# Округ Тлумач
Округ Тлумач (нем. Bezirk Tłumacz, Толмачский уезд, пол. Powiat tłumacki) — административная единица коронной земли Королевства Галиции и Лодомерии в составе Австро-Венгрии, существовавшая в 1867—1918 годах. Административный центр — Тлумач.
Площадь округа в 1879 году составляла 9,0764 квадратных миль (522,26 км2), а население 74 483 человек. Округ насчитывал 60 населённых пунктов, организованные в 52 кадастровых муниципалитета. На территории округа действовало 2 районных суда — в Тлумаче и Тысменице.
После Первой мировой войны округ вместе со всей Галицией отошёл к Польше.